# Lucanus hildegardae
Lucanus hildegardae là một loài bọ cánh cứng trong họ Lucanidae. Loài này được Zilioli mô tả khoa học năm 2003.